# كأس الإمبراطور 1995
كأس الإمبراطور 1995 (باليابانية: 第75回天皇杯全日本サッカー選手権大会) هو الموسم 75 من كأس الإمبراطور. أشرف على تنظيمه اتحاد اليابان لكرة القدم، وكان عدد الأندية المشاركة فيه 32، وفاز فيه ناغويا غرامبوس.